# Гулбарга
Гулба́рга (англ. Gulbarga) — город в индийском штате Карнатака. Административный центр округа Гулбарга. Средняя высота над уровнем моря — 454 метра. По данным всеиндийской переписи 2001 года, в городе проживало 427 929 человек, из которых мужчины составляли 52 %, женщины — соответственно 48 %. Уровень грамотности взрослого населения составлял 67 % (при общеиндийском показателе 59,5 %). Уровень грамотности среди мужчин составлял 73 %, среди женщин — 60 %. 13 % населения было моложе 6 лет.

## История
Около 1472 года город посетил Афанасий Никитин, упомянувший его в своих путевых записках «Хожение за три моря».

## Достопримечательности
- Крепость Гулбарга с царским некрополем Бахманидов